# Boujan-sur-Libron
Boujan-sur-Libron è un comune francese di 3 201 abitanti situato nel dipartimento dell'Hérault nella regione dell'Occitania.

## Società

### Evoluzione demografica
Abitanti censiti